# Svarttjärnen (Silleruds socken, Värmland)
Svarttjärnen är en sjö i Årjängs kommun i Värmland och ingår i Göta älvs huvudavrinningsområde. Sjön är 4,5 meter djup, har en yta på 0,046 kvadratkilometer och befinner sig 102 meter över havet.